# Ионатана, Ионатана
Ионатана Ионатана (1938? — 8 декабря 2000) — премьер-министр Тувалу с 27 апреля 1999 по 8 декабря 2000. Был членом парламента Тувалу с самого получения страной независимости в 1978. Занимал такие посты, как секретарь правительства, министр образования и министр общественных работ и коммуникаций.
5 сентября 2000 года, в период нахождения Ионатаны на посту премьер-министра, Тувалу вступило в ООН.